# 篠原商店
株式会社篠原商店（しのはらしょうてん）は、北海道の網走地域を営業基盤としてスーパーマーケットを展開していた企業。2011年からアークスグループ、CGC加盟企業であった。

## 概要
1953年に創業し、網走市を中心として主にスーパーマーケット事業を展開した。屋号は「スーパー三和」「ベーシック」。酒類のディスカウントストアとして「ファースト」も運営した。
2011年11月にアークスの子会社となる。
2015年に道東ラルズとの合併が発表され、2016年3月1日、同じアークスグループの道東ラルズに吸収合併され、道東アークスとなった。合併時点で本社を網走市北6条西3丁目8-1に置いていた。

## 沿革
- 1953年（昭和28年）4月14日 - 会社設立。
- 1966年（昭和41年）6月 - 「スーパー三和」オープン。
- 1993年（平成5年）11月 - 酒ディスカウントストアの「ファースト」オープン（ファースト駒場店）。
- 2003年（平成15年） - 「ベーシック」をオープン（スーパー三和駒場店を移転改装、ベーシック駒場店）。
- 2005年（平成17年） - スーパー三和北4条店を閉店。「スーパー三和」の屋号消滅。
- 2011年（平成23年）11月 - 株式会社アークスの子会社となり、アークスグループとなる。
- 2016年（平成28年）3月1日 - 株式会社道東ラルズを存続会社として吸収合併し、解散。株式会社道東アークスとなる。

## 店舗
合併時点（2016年3月1日）の運営店舗。これらは道東アークスに引き継がれた。全て網走市に所在。
ベーシック
店舗では「FOOD MASTER BASIC」と表記されている。
- 駒場店（1996年11月に「スーパー三和」として開店、2003年10月に至近に移転改装し屋号を「ベーシック」に変更）
  - スーパー三和の流れを汲むことから、店舗入口の表記「FOOD MASTER BASIC」の下に、「SUPER SANWA KOMABA」の表記があったが、現在は「ARCS BASIC KOMABA」の表記に変わっている。
- 橋北店（2005年10月開店）

ファースト（酒類ディスカウント）
- 駒場店（1993年11月開店）

閉店した店舗
- スーパー三和
  - 北4条店（1994年12月開店 - 2005年10月閉店、閉店後に至近にベーシック橋北店を開店）

このほか、本社所在地でもかつては「スーパー三和」を営業していた。

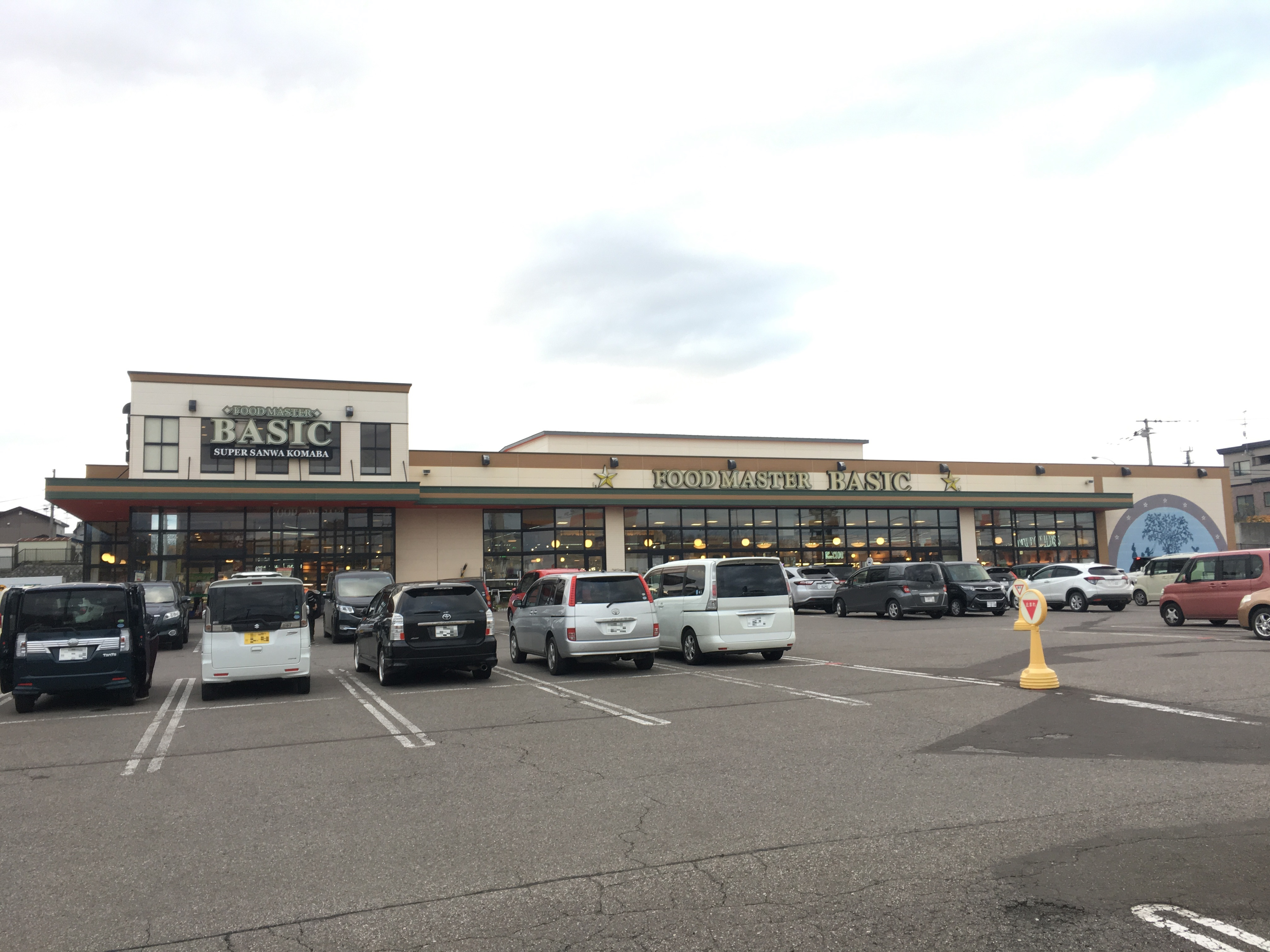
ベーシック駒場店
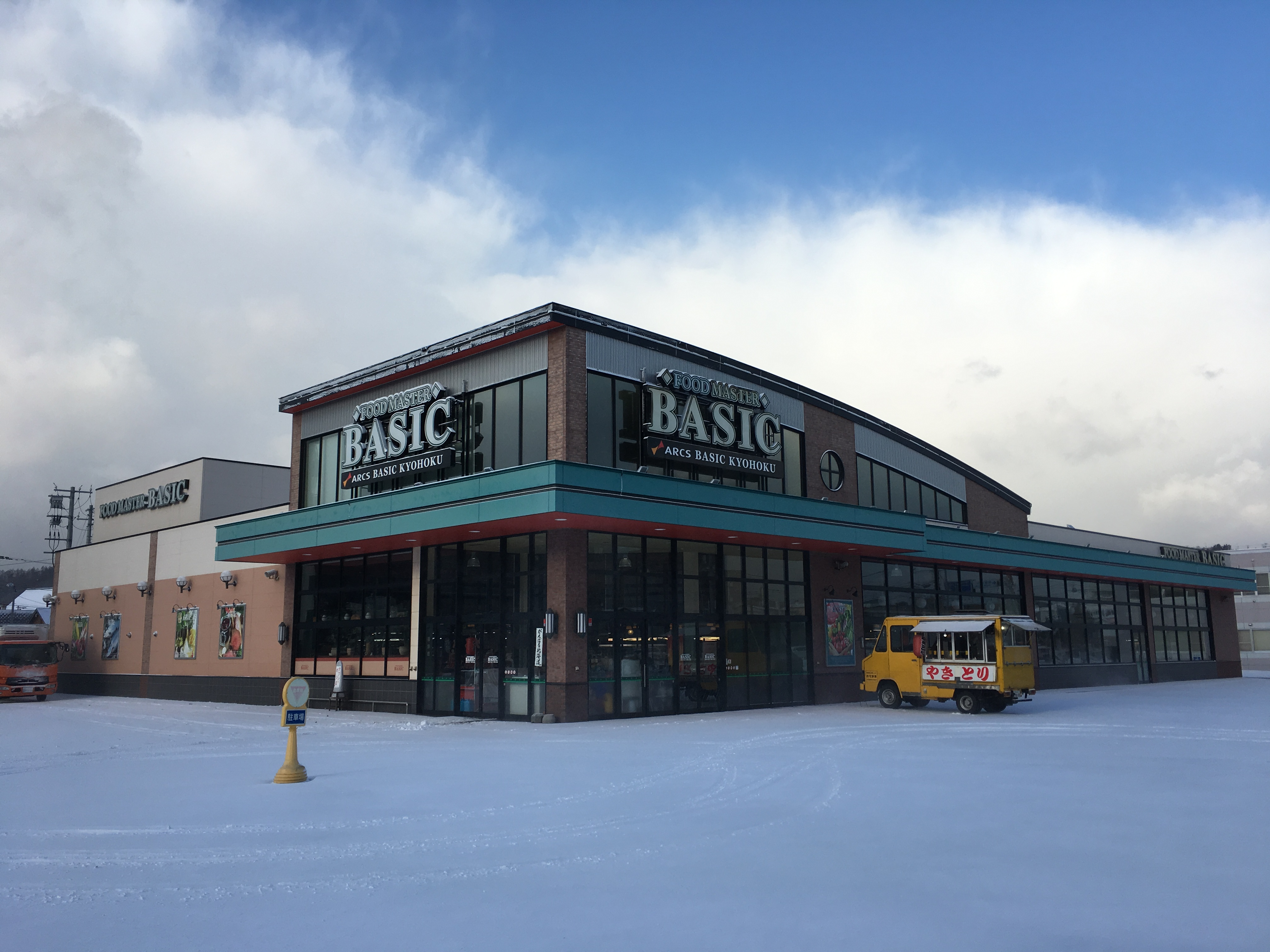
ベーシック橋北店
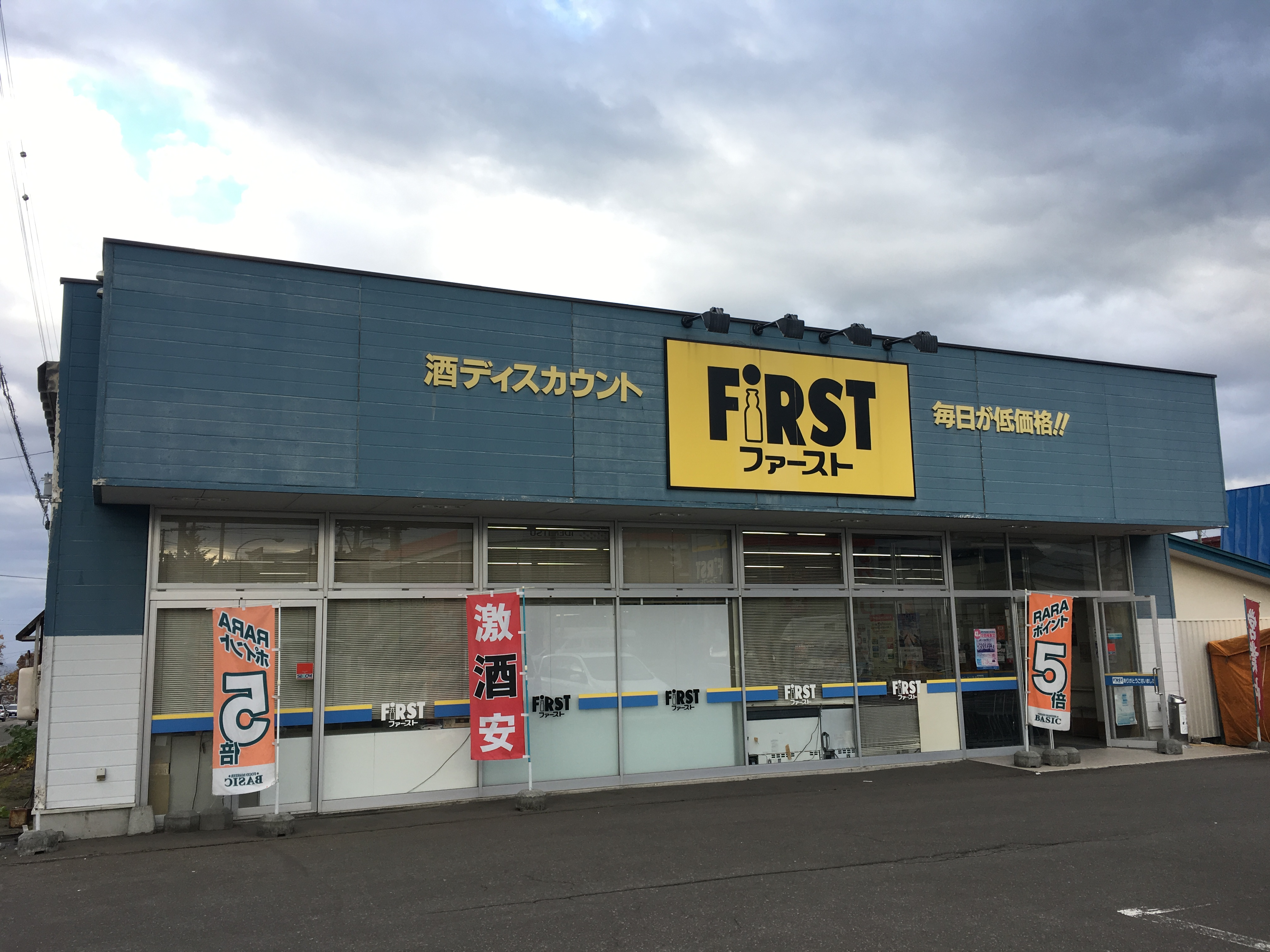
ファースト駒場店